# Dżumber Kwelaszwili
Dżumber Kwelaszwili (gruz. ჯუმბერ ყველაშვილი; ur. 10 kwietnia 1992) – gruziński zapaśnik walczący w stylu wolnym. Zajął czternaste miejsce na mistrzostwach Europy w 2018. Piąty na mistrzostwach świata w 2014. Brązowy medalista igrzysk europejskich w 2015. Trzeci w Pucharze Świata w 2016 i siódmy w 2017. Trzeci na mistrzostwach świata i Europy juniorów w 2012 roku.